# Gyrodactylus salaris
Gyrodactylus salaris je malý ektoparazit z čeledě monogenea (jednorodí), též označované jako žábrohlísti. G. salaris žije na povrchu těla sladkovodních ryb, zejména lososovitých (losos atlantský, pstruh duhový). Předpokládá se, že tento parazit stojí za snížením populací lososa atlantského v Norských fjordech.
G. salaris je primárně sladkovodní, ale rozmnožuje se ve vodách do míry salinity 5-6 ppt.
Tento parazit je dlouhý asi 0,5 mm a k jeho pozorování je nutné použít mikroskop. Na jeho zadním konci se nachází haptor, specializovaný orgán k přichycení k hostiteli, který má okolo svého obvodu šestnáct háčků. G. salaris se množí asexuálně a je živorodý. Jeho způsob rozmnožování bývá označován jako pedogenetická polyembryonie. Nový jedinec se rodí téměř stejně velký jako jeho mateřský jedinec a již ve svém těle má embryonální základ dalšího jedince.

## Interakce s hostitelem

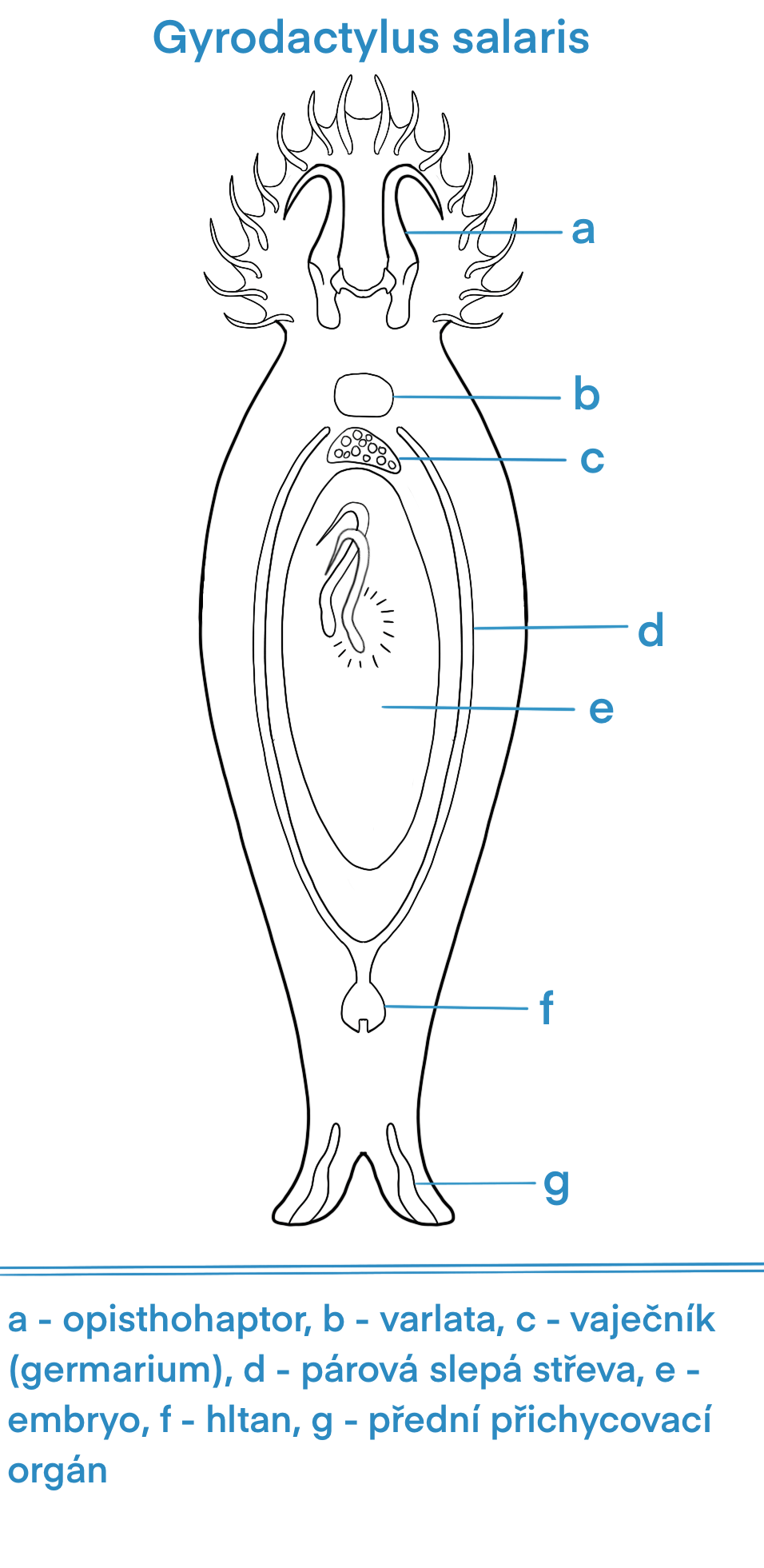
Popis základní tělní stavby parazita Gyrodactylus salaris

Gyrodactylus se živí buněčnou tkání hostitele. Na hostitele je napojen háčky na orgánu na zadní části těla označovaném jako opisthohapter. Při krmení je schopen vymrštit svůj hltan skrze ústa a vpustit do povrchové tkáně hostitele trávicí šťávy obsahující proteázy, které naštěpí kůži ryby. Natrávená buněčná hmota je poté nasáta trávicím ústrojím parazita. Při napadení ryby několika jedinci parazita nejsou žádné symptomy. Pokud dochází k rozsáhlejšímu napadení (tisíce až desetitisíce jedinců), jsou pozorovány následující symptomy. Napadené ryby v takovém případě působí našedle z důvodu zvýšené produkce slizu, mohou mít poškozené ploutve a tvrdší kůži. Poškozené ploutve mohou vykazovat hypertrofii a působit nabělale. V pokročilém stádiu jsou napadené ryby značně letargické. Dochází k oslabení hostitele, které může vést až k jeho úmrtí. Největší hrozbu představuje gyrodactylus salaris pro potěr a mladé ryby. Ve farmářských chovech lososa atlantského v Norsku dosahuje mortalita při napadení až 100 %, ve volné přírodě se pohybuje okolo 85 % u stejného druhu. Při napadení jiných možných hostitelů je mortalita podstatně nižší.

## Historie
G. salaris byl poprvé popsán v roce 1952, v laboratoři v Hölle ve Švédsku, po jeho nalezení na jedinci lososa atlantského z blízké řeky Indalsälv. V té době se však ještě nepředpokládalo, že by g. salaris mohl způsobovat patogenitu. Až v roce 1983 bylo napadení G. salaris označen Světovou organizací pro zdraví zvířat za uznávané onemocnění.
V sedmdesátých letech zaznamenala norská populace lososa atlantského katastrofické ztráty, po introdukci G. salaris do norských řek. Do roku 2001 způsobil parazit téměř úplné vyhlazení populace lososa v povodí 41 norských řek.
Dříve byly napadené řeky ošetřovány pesticidem rotenone. Nové metody ošetření spočívají ve vypouštění malých dávek roztoku síranu hlinitého do toku. Veliká výhoda této metody je schopnost zabít parazity bez poškození hostitele. Tato nová metoda přinesla slibné výsledky z dat sebraných v norských řekách Batnfjordelva a Lærdalselva.

## Rozšíření
Gyrodactylus salaris vykazuje určitou hostitelskou specifitu. Jeho primárním hostitelem je losos atlantský. Může parazitovat i na jiných lososovitých rybách, u některých méně vhodných hostitelů vykazuje nižší mortalitu hostitele. Mezi potvrzené druhy, na kterých parazituje patří pstruh duhový nebo například lipan. V roce 2021 byl výskyt parazita Gyrodactylus salaris potvrzen ve 14 státech Evropy (Dánsko, Finsko, Estonsko, Gruzie, Německo, Itálie, Lotyšsko, Severní Makedonie, Norsko, Polsko, Rumunsko, Rusko, Ukrajina). V dalších 9 státech byl nahlášen možný výskyt, který ale nebyl zatím potvrzen.

## Přenos
Vzhledem k tomu, že je G. Salaris živorodý, k šíření parazita mezi nové hostitele dochází při vzájemném kontaktu dvou hostitelů. K rozšíření do nových toků dochází při přesunu ryb mezi toky.

## Opatření
V Norsku a jiných napadených zemích (Skotsko, Finsko) byla zavedena pravidla týkající se rekreačního vodáctví, ve snaze snížit riziko nákazy. Je zakázáno přenášet vodácké vybavení mezi jednotlivými toky, pokud neprojde dezinfekcí.

## Možná záměna s jinými druhy
Gyrodactylus salaris vykazuje velice podobnou morfologii s druhy Gyrodactylus teuchis a Gyrodactylus thymalli. Studie z roku 2014, která se zabývala sekvenční analýzou genomů G. Salaris a G. Thymalli, prokázala, že se nejedná o dva rozdílné druhy, nýbrž o jeden druh s dvěma odlišnými větvemi. Jednotlivé větve se liší svojí patogenitou, g. Thymalli má na rozdíl od G. Salaris jako primárního hostitele lipana (thymallus).